# 5159 Burbine
Az 5159 Burbine (ideiglenes jelöléssel 1977 RG) a Naprendszer kisbolygóövében található aszteroida. Harvard Obszervatórium fedezte fel 1977. szeptember 9-én.